# Greatest Hits (Waterparks-Album)
Greatest Hits ist das vierte Studioalbum der US-amerikanischen Rock-Band Waterparks. Das Album wurde am 21. Mai 2021 über 300 Entertainment veröffentlicht.

## Entstehung
Wegen der COVID-19-Pandemie konnte die Band nur wenige Konzerte spielen. Daher begann Sänger Awsten Knight damit, neue Lieder zu schreiben. Nebenbei startete er noch eine eigene Kleidungskollektion und einen eigenen Podcast. Am Ende hatte er nach eigener Aussage 108 fertige Lieder geschrieben, von denen es 17 auf das fertige Album schafften. Den Prozess, die Lieder für das Album herauszufinden, bezeichnete Knight als „langsam und schmerzhaft“. Lediglich stand von vornherein fest, dass Greatest Hits das erste und See You in the Future das letzte Lied sein sollte. Er habe monatelang Titel hin- und herverschoben, ehe die Reihenfolge feststand.
Aufgenommen wurde das Album größtenteils im Apartment von Awsten Knight. Produziert wurde das Album von Awsten Knight und Zakk Cervini. Cervini übernahm auch die Abmischung, während er sich das Mastering mit Chris Gehringer teilte. Musikvideos wurden für die Lieder Lowkey as Hell, Snow Globe, Numb, You’d Be Paranoid Too (If Everyone Is Out to Get You), Just Kidding und Violet! veröffentlicht. Das Albumcover wurde vom britischen Fotografen Phil Knott erstellt. Für Waterparks ist Greatest Hits das erste Album auf dem Label 300 Entertainment. Als Gastmusiker sind bei dem Lied You’d Be Paranoid Too (If Everyone Was Out to Get You) der Bassist Mikey Way von My Chemical Romance sowie die Sänger Chris Carrabba von Dashboard Confessional und De’Wayne zu hören. Gastsänger bei Fruit Roll Ups ist Dallon Weekes von der Band Panic! at the Disco.

## Hintergrund
Nach eigener Aussage wusste Sänger Awsten Knight bereits seit 2015, dass Greatest Hits der passende Name für das Album wäre. Knight führte an, dass alle Boybands immer „gigantisch klingende“ Plattentitel hatten und sich deshalb zu Albumtitel wie Entertainment, Fandom und Greatest Hits hingezogen fühlt. Seine Bandkollegen fanden die Idee „cool“, als Knight den Titel vorschlug.
Ein übergeordnetes Thema des Albums ist Paranoia. In den letzten drei Jahren hätte Awsten Knight konstant Albträume erlebt. Die Erfahrungen daraus bilden das lose Konzept des Albums. Laut Awsten Knight verläuft das Album durch den Zeitraum einer Nacht. Das Lied Ice Bath wäre eine Art Weckruf aus dem Traumzustand, in dem sich der Hörer während der bisherigen Titel befindet. Das letzte Lied See You in the Future handelt davon, dass das reale Leben viel chaotischer wäre als der schlimmste Traum, den man haben kann.
Das Titellied beginnt mit dem Ticken einer Uhr und stellt damit eine Verbindung zur Vorgängeralbum Fandom dar, welches mit dem Ticken einer Uhr endet. Lowkey as Hell ist laut Awsten Knight eine Rekapitulierung des letzten Jahres. Die Gegenüberstellung von Materialismus gegenüber privaten Emotionen in der ersten Zeile wäre eine Zusammenfassung des Gefühls, welches das Lied für ihr bedeutet. Violet! befasst sich mit einer Zeit, in der Awsten Knight von einem Stalker verfolgt wurde. Er ging durch seine Nachbarschaft und fühlte sich beobachtet, nur um dann online eine Mitteilung zu bekommen, wo er gesehen wurde.
Like It ist an die Leute gerichtet, die versuchen, Awsten Knights künstlerisches Schaffen zu untergraben. In Magnetic vergleicht Awsten Knight den Teil von ihm, der auf der Bühne steht mit dem Teil von ihm, wenn er alleine zu Hause ist. Das Lied See You in the Future wurde von der Band am 3. November 2021 offiziell in See You in in the Future umbenannt. Grund für die Änderung war ein Fehler eines Tätowierers, der den Songtitel versehentlich mit zwei in schrieb.

## Rezeption

### Rezensionen
Ali Shutler vom New Musical Express schrieb, dass Greatest Hits wie „2021 im Shufflemodus klingt“. Das Album würde „wahrhaft aufzeigen, wie die Freiheit, außerhalb von Genres Musik zu machen, aussieht“. Anstatt die Vergangenheit zu zelebrieren, öffnet Greatest Hits die Tür dahin, was als Nächstes kommt.

### Chartplatzierungen
| ChartsChartplatzierungen       | Höchstplatzierung | Wochen |
| ------------------------------ | ----------------- | ------ |
| Vereinigte Staaten (Billboard) | 42 (1 Wo.)        | 1      |
| Vereinigtes Königreich (OCC)   | 37 (1 Wo.)        | 1      |

### Bestenlisten
| Publikation | Liste                      | Platz |
| ----------- | -------------------------- | ----- |
| Kerrang!    | The 50 Best Albums of 2021 | 31    |